# جزيرة ميرباو (بنغكولو)
جزيرة ميرباو وهي جزيرة من جزر إندونيسيا، وتقع في إقليم بنغكولو في جزيرة سومطرة.